# قضاء الرميثة
قضاء الرميثة هو أحد الأقضية العراقية التابعة إلى محافظة المثنى في جنوب العراق، وثاني أكبر قضاء في المحافظة من حيث عدد السكان مركزه مدينة الرميثة تتبع له ثلاثة نواحي أدارية وهي كل من ناحية الهلال وناحية النجمي وناحية المجد وتبلغ مساحة القضاء بحوالي 1226كم2، ويقدر عدد سكانه بنحو 346 الف نسمة.

## سكان قضاء الرميثة
| الناحية           | مساحتها | سكانها |
| مركز قضاء الرميثة | 106     | 125958 |
| المجد             | 145     | 45271  |
| النجمي            | 654     | 36722  |
| الهلال            | 321     | 41490  |
|                   |         | 249441 |